# Mateo Cerezo
Mateo Cerezo Delgado (Burgos, 1637 – Madrid, 1666) è stato un pittore spagnolo del periodo barocco, noto per le sue opere a tema religioso e le sue nature morte.

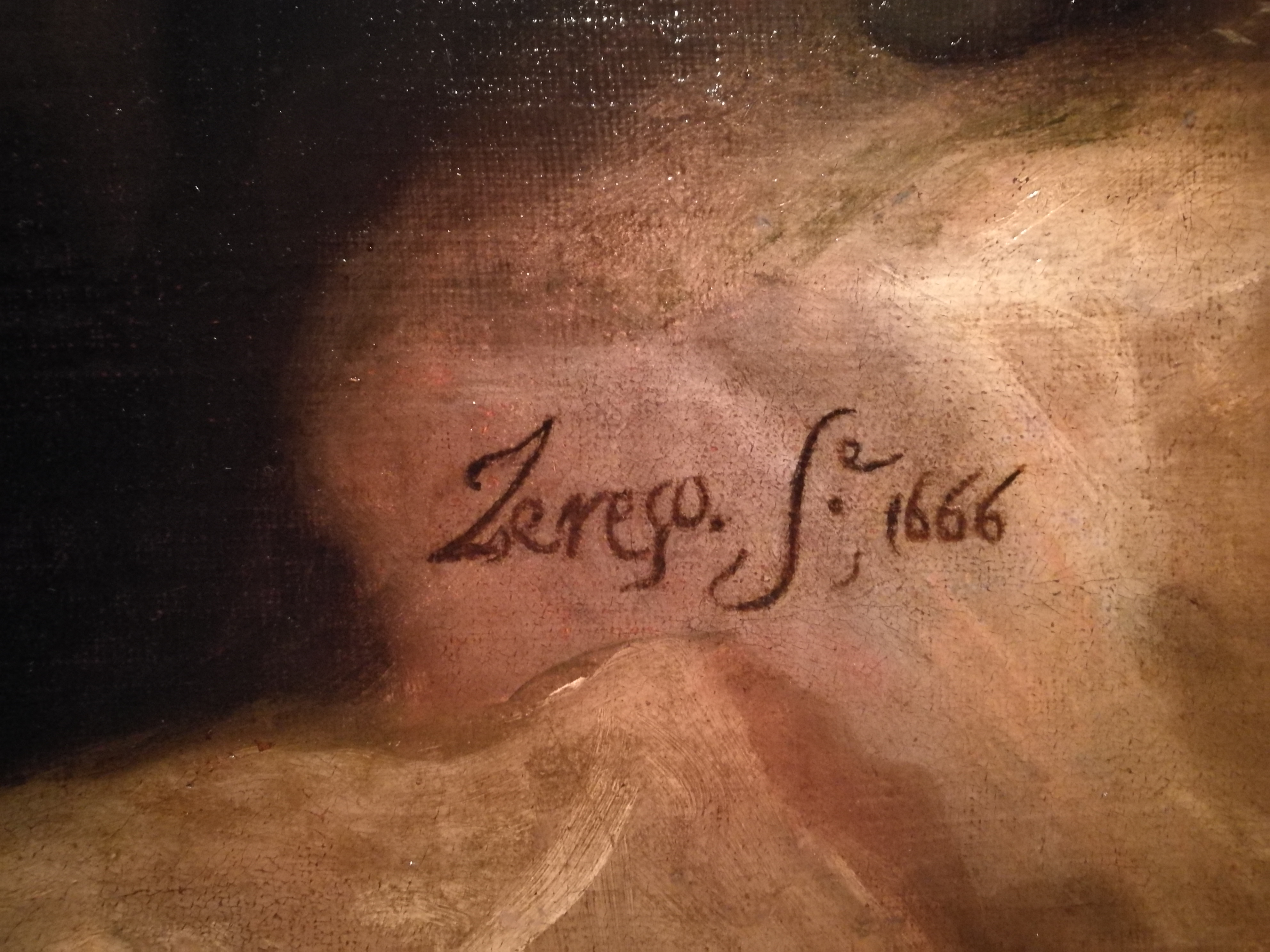
Firma di Mateo Cerezo sulla Maddalena penitente, 1666.

Fu battezzato a Burgos il 19 aprile 1637 nella parrocchia di Santiago de la Capilla, adiacente alla cattedrale della città; era figlio di Mateo Cerezo Muñoz, modesto pittore locale, e Isabel Delgado Alonso, figlia a sua volta del famoso doratore Pedro Delgado.  Si trasferì a Madrid all'età di 15 anni, dove entrò nella bottega di Juan Carreño de Miranda, del quale divenne uno degli allievi più promettenti e con cui, probabilmente, collaborò a partire dal 1645 per alcune sue importanti commissioni. Artista di grande sensibilità, il suo stile rivela una profonda conoscenza di van Dyck e Tiziano, dai quali è visibilmente influenzato in alcune figure femminili. La sua promettente carriera fu interrotta dalla morte prematura, avvenuta nel 1666 a 29 anni.
Lo storico dell'arte Antonio Palomino, nella sua Le vite dei principali pittori e scultori spagnoli (1724), lodò l'eccellenza delle sue «piccole nature morte», giudicandole insuperabili, se non adirittura ineguagliabili.